# Шувалов, Игорь Васильевич
Игорь Васильевич Шувалов (2 апреля 1935, Мга, Ленинградская область — 30 мая 2023, Екатеринбург) — советский и российский тренер по лёгкой атлетике. Заслуженный тренер РСФСР (1980).

## Биография
Родился 2 апреля 1935 года в п. Мга Ленинградской области. В 1941 году, после начала Великой Отечественной войны, вместе с семьёй был эвакуирован в город Глазов Удмуртской АССР.
Спортом начал заниматься самостоятельно в 8-м классе школы. В 10-м классе участвовал в республиканских легкоатлетических соревнованиях среди школьников в Ижевске, где стал победителем по метанию копья и занял второе место в беге на 800 м с результатом 2:10,0. После этих соревнований Шувалов начал целенаправленно готовиться к поступлению в институт физической культуры.
В 1953 году поступил в Ленинградский государственный институт физической культуры и спорта им. П. Ф. Лесгафта. В конце 1-го курса Шувалов пробежал 800 метров с личным рекордом 1:57,0. Позже, при подготовке к Всесоюзному параду в Москве, он травмировал ногу. Долго проходил лечение, однако с большим спортом пришлось расстаться.
В 1957 году, после окончания института, распределен на работу в Свердловск, тренировал бегунов Уральского политехнического института. В 1959 году Шувалов перешёл работать в лесотехнический институт, а в 1961 году устроился на работу в ДСШ «Уралмашзавода». Также он активно сотрудничал со Свердловской школой-интернатом спортивного профиля и продолжительное время был старшим тренером областного совета ДСО «Труд».
В 1980 году ему было присвоено звание «Заслуженный тренер РСФСР».
В 1992 году стал работать в комплексной муниципальной ДЮСШ № 19 Орджоникидзевского района Екатеринбурга на отделении лёгкой атлетики (ныне — спортивная школа № 19 «Детский стадион»).
Работал тренером-преподавателем клуба «Швабе-спорт» (ранее — СК «Луч»).
Шувалов более 60 лет отдал служению лёгкой атлетике. Среди его воспитанников:
- Ольга Минеева (Сыроватская) — олимпийская чемпионка 1980 года и чемпионка Европы 1982 года[3],
- Татьяна Чебыкина — чемпионка мира 1999, трёхкратная чемпионка мира в помещении (1995, 1997, 1999),
- Станислав Мещерских — чемпион Европы в помещении 1971, чемпион СССР[4],
- Любовь Путилова — призёр чемпионата СССР,
- Оксана Петренко — призёр первенства Европы,
- Татьяна Вилисова — первая рекордсменка России в беге с препятствиями в помещении,
- Дмитрий Балашов — чемпион России в помещении 2016[5],
- Андрей Минжулин — призёр чемпионатов России, и многие другие спортсмены[6]

Также Игорь Васильевич работал с глухими спортсменами. Под его руководством Геннадий Дворников, Александр Кривов и Владимир Санников завоевали медали на Всемирных играх глухих и чемпионате мира по кроссу.
Скончался в Екатеринбурге 30 мая 2023 года на 89-м году жизни. Похоронен на Северном кладбище.